# Silvio Giovaninetti
Silvio Giovaninetti (Saluzzo, 29 gennaio 1901 – Milano, 9 gennaio 1962) è stato un commediografo, critico teatrale e giornalista italiano.

## Biografia
Figlio di Vito Giovaninetti e Giuseppina Moiso, effettuò la sua carriera scolastica a Genova, dove conservò la residenza fino alla 1939.
Fu uno degli esponenti più coerenti e genuini del teatro italiano della prima metà del Novecento, come evidenziò e confermò la sua ricerca continua, affinata negli anni della maturità, di una originale visione spirituale e linguistica, concretizzata con la tecnica dialogica.
Se i suoi esordi, Ombre del 1927, furono indubbiamente influenzati dalle atmosfere cecoviane e da un utilizzo di un linguaggio disadorno e veristico, nel giro di pochi anni raggiunse una sponda realistica impregnata di sarcasmo morale, con Gli ipocriti del 1932, perseguendo tematiche nuove e forme personali e allontanandosi dagli esempi pirandelliani.
Dal 1931 e per circa un decennio lavorò anche come critico teatrale e cinematografico per il Giornale di Genova.
La sua esperienza militare nella seconda guerra mondiale scosse notevolmente sia il carattere di Giovaninetti sia la sua salute.
Nel secondo dopoguerra si trasferì a Milano dove riprese il suo lavoro di critico per il settimanale Visto e per Il Popolo, grazie al quale si risollevò da gravi difficoltà economiche.
Nella sua fase della maturità realizzò le sue opere di migliore suggestione e più riuscite, quali L'abisso del 1948, che riscosse un grande successo e può essere definito il suo capolavoro, Lidia o l'infinito del 1949, Oro matto del 1951, Sangue verde del 1953 e I lupi del 1962 (il titolo era Tempo di lupi, ma la censura non lo approvò).
Queste opere si caratterizzarono per una affascinante fusione delle teorie psicanalitiche freudiane del sogno, di quelle junghiane della metapsichica, delle magie della reversibilità del tempo proposte nei lavori drammatici di Priestley.
Tra le altre opere si possono citare La signora di Belmonte, Le avventure di un bastone, Gli ultimi romantici, Ciò che non sai, Carne unica.
Lui stesso definì il suo teatro come neoromantico e si dimostrò scettico nei confronti delle tendenze alla moda a lui contemporanea. Vari critici hanno collocato i suoi lavori all'interno della corrente del teatro spiritualista, poiché Giovaninetti espresse la sua convinzione che l'agire umano e la vita dell'uomo si spiegano e si giustificano come manifestazione di Dio.
Inoltre, Giovaninetti ha realizzato una raccolta di novelle intitolata Il paradiso notturno (Bologna, Cappelli, 1929) e una notevole traduzione del Gian Gabriele Borkman di Ibsen (Torino, Società Editrice Torinese, 1945).

## Teatro
- Ombre, Genova, Politeama Margherita, 1926; Rome, Teatro Valle, giugno 1927
- La signora di Belmonte, Genova, Politeama Margherita, 1930; Torino, Teatro Carignano, febbraio 1931
- Le avventure di un bastone, Salsomaggiore, Teatro Ferrario, 30 luglio 1931
- Gli ipocriti, Genova, Politeama Margherita, 1932; Roma, Teatro Quirino, 20 novembre 1932
- Gli ultimi romantici, Roma, Teatro Argentina, 20 novembre 1934
- Ciò che non sai, Milano, Teatro Excelsior, 9 novembre 1946
- L'abisso, regia di Silvio Giovaninetti, Milano, Teatro Odeon, 20 settembre 1948
- Lidia o l'infinito, Venezia, 1949
- L'oro matto, regia di Giorgio Strehler, Milano, Piccolo Teatro, 21 marzo 1951.
- Sangue verde, regìa di Oscar Wälterlin, Zurigo, Schauspielhaus, 27 novembre 1953
- Carne unica, regia di Giacomo Vaccari, Genova, Politeama Genovese, 19 dicembre 1958.
- I lupi, regia di Maner Lualdi, Milano, Teatro Sant'Erasmo, 13 gennaio 1962

## Prosa Rai

### Prosa radiofonica
- La signora di Belmonte, regia di Enzo Convalli, 19 febbraio 1947.
- Oro matto, regia di Sandro Bolchi, 5 aprile 1957[4].
- Gli ipocriti, regia di Enzo Ferrieri, 4 marzo 1959.
- La luna, radiodramma, regia di Alessandro Brissoni, 29 marzo 1963[5].

### Prosa televisiva
- Oro matto, regia di Raffaele Meloni, 6 ottobre 1972[6].
- L'abisso, regia di Carlo Lodovici, 20 febbraio 1976[7].

## Opere
Prima di morire, Silvio Giovaninetti curò un'edizione definitiva in due volumi delle sue opere teatrali, escluse quelle del periodo prebellico (con la sola eccezione de Gli ipocriti). Questa raccolta fu pubblicata postuma con il titolo: Teatro, Roma, Edizioni di Arcoscenico, 1963. I singoli testi teatrali ivi compresi sono i seguenti dieci, qui elencati in ordine cronologico di prima edizione.
- Gli ipocriti, in «Circoli», Genova, 1932.
- Ciò che non sai, in «Sipario», anno 1°, n. 7-8, novembre-dicembre 1946, pp. 73-81.
- L'abisso, in «Sipario», anno 3°, n. 30, ottobre 1948, pp. 37-58.
- Lidia e l'infinito, in «Sipario», anno 5°, n. 47, marzo 1950, pp. 53-75.
- L'oro matto, in «Teatro-Scenario», anno 15°, n. 11, 1-15 giugno 1951, pp. 17-36.
- Ombre, in «I copioni del Centro di studi radio-teatrali», Milano, 1952.
- Sangue verde, in «Il Dramma», anno 30°, n. 199, febbraio 1954, pp. 9-37.
- Carne unica, in «Il Dramma», anno 35°, n. 269, febbraio 1959, pp. 6-36.
- I lupi, in «Il Dramma», anno 38°, n. 305, febbraio 1962, pp. 10-43.
- Gente sulla luna, inedito prima della citata edizione complessiva del 1963.

Il primo volume comprende i primi cinque testi; il secondo volume, i rimanenti.